# Судрабу Эджус
Су́драбу Э́джус (латыш. Sudrabu Edžus, настоящее имя и фамилия Мориц-Эдуард Зильбер — Morics Eduards Zilbers; 30 августа (11 сентября) 1860, хутор Силини, Рижский уезд, Лифляндская губерния, Российская империя (ныне Огрский край, Латвия) — 30 января 1941, Москва) — латышский советский писатель, поэт и переводчик.
Один из зачинателей латышской советской литературы.

## Биография

Бюст Судрабу Эджуса в парке Кронвалда в Риге

Сын сельского учителя. После окончания в 1882 году Прибалтийской учительской семинарии в Риге, учительствовал. В 1884—1887 годах преподавал в начальных школах в Уфимской губернии. В 1887 вернулся в Латвию.
Во время учёбы глубоко изучал немецкую и русскую классическую литературу. Со временем стал большим знатоком мировой литературы. Часто публиковался в газетах и журналах, в основном, со стихами романтического содержания и жанровыми рассказами.
Активный участник Революции 1905—1907 годов в России, после её подавления вынужден был покинуть родину и переселиться в глубь России. Жил в Сибири, с 1907 — на Кавказе. На протяжении 11 лет, до 1920 года, работал учителем в Баку.
После окончания Гражданской войны жил в Москве, затем — в Пскове. В 1924 году переехал на постоянное место жительства в Москву, где начинал писать исторические повести на латышском языке.
Умер 30 января 1941 года в Москве, был кремирован, позже его прах был перезахоронен на кладбище Райниса в Риге.

## Творчество
Литературную деятельность начал в 1880 году. Создал ряд романтических поэм исторического содержания. В 1890-х годах появились его реалистические рассказы и повести. Первые его произведения — стихи и несколько поэм — проникнуты той национальной романтикой, которая была характерна для целого поколения латышских поэтов того времени. В дальнейшем своём развитии национальная романтика превратилась в буржуазное литературное течение, против которого ополчились наиболее революционные поэты и писатели, примыкавшие к так называемому «Новому течению» (Jaunā strāva), среди которых был и Судрабу Эджус.
В повестях, посвящённых возвращению латышских беженцев на родину — «Проклятие прошлого» (1921), «Стервятники» (1923), «В болотном тумане» (1925) — содержится критика буржуазного строя. Крестьянской жизни посвящены рассказы: «Dullais Dauka», «Pusmāsas dēls», «Laimzemes skola», «Velnu dzinējs».
Он автор романа в стихах «Перед бурей» (1922) о революционном движении в Латвии начала XX века. В стихах и поэмах советского времени Судрабу Эджус воспевал освобождённый труд. За свою более чем полувековую литературную деятельность им написано более десяти томов романов, рассказов, эпических поэм, стихов, сказок.
Писал произведения для юношества: рассказы, повесть «Чертогон» («Velnu dzinējs», 1925).
В истории Судрабу Эджус навсегда останется как автор одной из самых трогательных и печальных историй, когда-либо написанных для детей и взрослых — рассказа «Чудной Даука» («Dullais Dauka», 1900) о мальчике, жившем на берегу моря, который мечтал узнать, что же скрывается за горизонтом.
Переводил прозу и поэзию с французского, русского, польского, литовского, чешского и других языков на латышский язык. Среди них произведения М. Лермонтова, А. Пушкина, А. Дельвига, Л. Н. Толстого, Н. В. Гоголя, А. П. Чехова, В. М. Гаршина и М. Горького, с польского — Мицкевича, Г. Сенкевича, М. Конопницкой, с литовского — Донелайтиса, со словацкого — Гурбан-Ваянского, с французского — Рене Базена, Шарля де Костер, с чешского — «Бравый солдат Швейк» Я. Гашека и др.

## Память
- В 1985 году в Меньгеле был отреставрирован дом писателя и создан музей, посвящённый жизни и творческой деятельности Судрабу Эджуса.
- Одна из улиц Риги с 1950 года носит его имя.